# Korpomowa
Korpomowa, polszczyzna korporacyjna, nowomowa korporacyjna, korpolekt, korpopolszczyzna – odmiana języka polskiego używana w dużych przedsiębiorstwach, zwłaszcza międzynarodowych, która charakteryzuje się dużymi wpływami języka angielskiego, obecnością kolokwializmów i specjalistycznych terminów branżowych, a także zawiera pewne specyficzne cechy wynikające z dążenia do realizacji celów biznesowych.
Pojęcie korpomowy nie jest ostre. Najczęściej rozważa się ją jako język używany w relacjach między pracownikami dużych firm, stanowiący potoczną polszczyznę pełną anglicyzmów (i pseudoanglicyzmów), zwykle częściowo niezrozumiałą dla osób spoza korporacyjnego kręgu. Może też być rozważana szerzej, jako język biznesu, w którym mieści się także bardziej formalny język pracowników używany do komunikacji z osobami spoza środowiska firmy, aby skutecznie realizować określone cele. Choć nie jest to język jednolity, można wyróżnić pewne typowe jego cechy.
Analogiczna odmiana języka używanego w środowisku korporacyjnym charakteryzująca się dużą liczbą anglicyzmów występuje także w obrębie innych języków.

## Charakterystyka ogólna
Korpomowa ma służyć komunikacji, która jest sprawna i szybka, a także skuteczna, tzn. ma sprzyjać realizacji typowych dla biznesu celów (np. efektywności, zysku). Najczęściej w korpomowie przekazuje się komunikaty związane ze sprzedażą towarów i usług, obowiązkami służbowymi, motywacją pracowników oraz rozliczaniem postępów ich pracy.
Nauczenie się korpolektu jest znakiem przynależności do korporacyjnej społeczności, zdaniem niektórych można ją wiązać ze społecznym prestiżem; czasem jest wyrazem snobizmu. Umiejętność posługiwania się tego typu językiem jest niejako przepustką do biznesowego świata, gdzie od oryginalności bardziej ceni się używanie klisz językowych, przewidywalnych połączeń wyrazów oraz zgodność z szablonem. Lepsza znajomość wskazuje na wyższą pozycję, wyższy stopień „wtajemniczenia”. Posługiwanie się takim językiem wzmacnia autorytet nadawcy, może zwiększać perswazyjność komunikatu i wywoływać wrażenie profesjonalizmu.
Choć w polszczyźnie korporacyjnej fundamentem typowo jest język polski, to jednak zawiera on liczne wtrącenia i zapożyczenia z języka angielskiego. Często używane anglicyzmy są spolszczone, tzn. wykorzystane są angielskie rdzenie wyrazów, do których dodano polskie morfemy (wyrazy te podlegają odmianie, polskiej deklinacji, koniugacji; do czasowników mogą być dodawane polskie prefiksy w celu tworzenia aspektu dokonanego itp.).
W tekstach niektóre słowa mogą zachowywać oryginalną pisownię, inne mogą ulegać w różnym stopniu adaptacji graficznej, wykazywać wahania, a jeszcze inne stanowić całkowicie przyswojone pożyczki. Na ogół większy stopień adaptacji wykazują wyrazy, w które mogą sprawiać trudności przy zapisie oryginalnym oraz/lub kiedy spolszczoną wersję można łatwiej i szybciej zapisać. Przykładowo prościej jest zapisać wystawić inwojsa niż wystawić invoice’a. Rozmiar rozchwiania ortograficznego oddają następujące formy zapisu jednego terminu uzyskane w badaniach ankietowych użytkowników korpomowy: fuck-up, fuck up, fuckup, fackap, fakap. Zapis angielskich słów w sposób mający oddać polską wymowę może czasem być wyrazem sarkastycznego stosunku do korpomowy. W niektórych wyrazach pozycja akcentu w wymowie jest zmieniona, by padała tak jak w polszczyźnie na przedostatnią sylabę, np. w słowie developer.
Nie ma w środowisku naukowym zgodności co do dokładnego zakresu korpomowy i jej podziału. Można przykładowo przyjąć podział na wersję formalną i nieformalną. Formalna używana jest w oficjalnych dokumentach, na oficjalnych spotkaniach, w komunikatach wewnętrznych i zewnętrznych, w korespondencji z klientami. Wersja nieformalna jest stosowana w rozmowach między pracownikami, częściowo w komunikacji wewnętrznej, w notatkach ze spotkań. Charakteryzuje się licznymi kalkami językowymi z angielszczyzny, kolokwializmami i neologizmami, a także stosowaniem hermetycznego branżowego języka specjalistycznego. Jest ona używana zwykle w kręgu znających się osób z danego zespołu, firmy, w bezpośrednich kontaktach, w związku z czym jest utrzymywana w stylu potocznym i nacechowana emocjonalnie.

## Język angielski a korpomowa
Należy zaznaczyć, że zapożyczanie z innych języków zachodzi w mniejszym lub większym stopniu we wszystkich językach, jest to jeden z najbardziej produktywnych sposobów pomnażania słownictwa. Nie istnieją „czyste języki naturalne”. Źródłem słów są zwykle języki ościenne lub dominujące kulturowo. Współcześnie rolę lingua franca świata zglobalizowanego pełni angielszczyzna, jest językiem biznesu, nauki, popkultury i globalnej komunikacji. Przy czym ponad 70% leksyki języka angielskiego nie ma rdzennego, anglosaskiego pochodzenia, a zostało zapożyczone z innych języków.
Międzynarodowe korporacje (nazywane również przedsiębiorstwami, spółkami; określane także jako wielonarodowe, transnarodowe, globalne) stały się jedną z głównych sił napędowych globalizacji. Rozpowszechnianiu się języka angielskiego w biznesie i korporacjach sprzyja umiędzynarodowienie sektora usługowego i handlowego oraz uniwersalizm kultury konsumpcyjnej. Wersja angielska różnego rodzaju tekstów ważnych dla firmy powstaje jako pierwsza, funkcjonuje jako wzorzec. Tłumaczenie na język polski powstaje często później, a gdy brakuje czasu, to nie powstaje wcale. Bywa, że w międzynarodowych korporacjach korespondujący ze sobą Polacy są zobowiązani do posługiwania się wyłącznie językiem angielskim. Funkcjonuje więc on tu nie tylko jako lingua franca międzynarodowego biznesu, ale też lingua franca komunikacji korporacyjnej.
Komunikacja po angielsku, np. w formie maili, daje możliwość wglądu do niej przełożonych nieznających języka polskiego, może być formą dokumentacji realizowanych projektów. Często oprogramowanie czy fachowa literatura dostępne są tylko w języku angielskim. Angielski często pozwala na skrótowość i większą precyzję wypowiedzi.
Natomiast polszczyzna używana w korporacjach jest często silnie naznaczona różnymi elementami angielszczyzny, przy czym ich użycie nie jest usystematyzowane. Bywa, że w polszczyźnie korporacyjnej funkcjonują angielskie nazwy stanowisk, które wcale nie są tłumaczone na język polski. Często stosowane są angielskie skróty, np. CEO (Chief Executive Officer – prezes), CFO (Chief Financial Officer – dyrektor działu finansowego), CMO (Chief Marketing Officer – dyrektor ds. marketingu), PM (Project Manager – kierownik projektu).
Zapożyczenia angielskie dotyczą zwłaszcza nazw stanowisk, przestrzeni biurowej, organizacji pracy, słownictwa związanego z realizacją projektów i elementów kultury korporacyjnej. Często przy zapożyczaniu następuje zawężenie sensu angielskiego leksemu do pewnego aspektu. Przykładowo call (mieć calla, być na callu) oznacza służbową rozmowę telefoniczną, najczęściej o określonej godzinie i na ustalony temat. Bywa też skrótem od conf call (conference call), czyli telekonferencji. Pewne słowa są raczej inspirowane angielszczyzną niż typowymi zapożyczeniami, nie mają bezpośrednich odpowiedników w języku angielskim, są niejako zangielszczoną polszczyzną, np. bezkeszowy (bezgotówkowy).
Ze względu na współczesne funkcjonowanie języka angielskiego jako lingua franca komunikacji korporacyjnej, podobnego rodzaju anglicyzmy i zjawiska dotyczące komunikacji w sferze korporacji można zaobserwować także w innych językach, np. francuskim (w ramach tzw. franglais) czy niemieckim (w ramach tzw. Denglisch). Można to zjawisko rozważać w kategorii procesów globalizacyjnych polegających m.in. na internacjonalizacji leksyki.
| anglicyzm                 | znaczenie                                                          |
| ------------------------- | ------------------------------------------------------------------ |
| action plan               | plan działania                                                     |
| action pointy, next stepy | zadania do realizacji w ramach action planu                        |
| assessment                | ocena                                                              |
| ataczować                 | dołączać w załączniku                                              |
| badge (badż)              | identyfikator, przepustka, karta wejścia                           |
| benchmark                 | punkt odniesienia, przedmiot stanowiący bazę do porównań           |
| brief (brif)              | synteza najważniejszych informacji                                 |
| bukować (bookować)        | rezerwować                                                         |
| case (kejs)               | przypadek, projekt, zadanie, sprawa                                |
| draft                     | szkic, zarys                                                       |
| follow-up (folołap)       | przypomnienie w nawiązaniu do wcześniejszego spotkania lub rozmowy |
| forwardować (forłardować) | przekazywać maila dalej                                            |
| headcount                 | liczba etatów, zatrudnionych osób                                  |
| home office               | praca zdalna z domu                                                |
| improvement (imprówment)  | postęp, usprawnienie                                               |
| incentive (incentyw)      | dodatek motywacyjny                                                |
| kick-off meeting          | spotkanie rozpoczynające projekt                                   |
| order                     | zamówienie                                                         |
| perksy                    | benefity, pozapłacowe rodzaje świadczeń                            |
| request (rikłest)         | prośba, zlecenie                                                   |
| resource (risors)         | zasób osobowy lub materialny                                       |
| share’ować (szerować)     | udostępniać, współdzielić, pokazywać                               |
| ticket (tiket)            | zgłoszenie z przydzielonym numerem, przypisane do określonej osoby |

## Stosunek do korpomowy
Użytkownicy korpomowy uważają, że korpomowa pomaga im w komunikacji, jest czymś powszechnym i wygodnym, odbierają ją najczęściej w sposób neutralny. Jednocześnie zauważają, że poza środowiskiem korporacyjnym używanie jej jest nienaturalne, wręcz śmieszne, ale mimo to większości się to zdarzyło. Skupienie na szybkości przekazu, skrótowości, nadużywanie anglicyzmów wiąże się z tendencją do braku dbałości o rodzimy, polski język. Potwierdzają to sami korzystający z korpomowy, przyznając, że zubaża im się zasób słów w języku polskim i mają czasem trudności w znalezieniu polskich odpowiedników słów.
Polszczyzna korporacyjna jest często niezrozumiała dla Polaków spoza hermetycznej społeczności korporacyjnej, nierzadko również dla osób biegle władających językiem angielskim. Użytkownicy mowy korporacyjnej wśród przyczyn używania anglicyzmów najczęściej wymieniają:
- brak krótkich, łatwo przyswajalnych odpowiedników w języku polskim, a więc konieczność stosowania nazw opisowych (oszczędność czasu)
- większą precyzję znaczeniową odpowiedników angielskich (termin angielski jest jednoznaczny, natomiast jego przekład na język polski nie zawsze)[2][3]
- pewien prestiż (snobizm) językowy[2].

Wiele spolszczonych angielskich słów używanych jest bezzasadnie w polszczyźnie korporacyjnej, tzn. istnieją dobre polskie odpowiedniki tych słów, np. przywództwo zamiast liderszip, krytyczny czynnik sukcesu (w sensie kluczowy), procesowanie (w sensie przetwarzanie). Stosowanie ich jest pewną manierą lub wyrazem snobizmu, może służyć budowaniu pewnej korporacyjnej wspólnoty. Bardzo rzadko takie słowa są odnotowywane w słownikach.
W innych przypadkach może nie być krótkich polskich odpowiedników angielskich terminów, a próby opisowego przekładu mogą spowalniać komunikację. Przykładowo ekonomiczniej jest używać określenia back office niż opisowo: część biura, która nie ma kontaktu z klientami. Ponadto dochodzi obawa, że takie tłumaczenie może okazać się błędne lub śmieszne. Z drugiej strony zwiększa to hermetyczność wypowiedzi.
W przypadku jeszcze innych terminów wydawałoby się, że bez problemu można by je zastąpić polskimi odpowiednikami, ale jak twierdzą użytkownicy polszczyzny korporacyjnej, wiąże się to z niedostateczną precyzją komunikatu. Przykładowo call (rozmowa telefoniczna) czy search (szukanie, wyszukiwanie), które się robi nie są pojedynczymi czynnościami, a działaniami złożonymi i konkretnymi etapami pracy. Podobnie feedback to nie tylko po prostu informacja zwrotna, ale coś postrzeganego jako proces, element procesu.
Ponadto istnieje uzasadniona obawa, że pojęcie zaczerpnięte z angielskiego przetłumaczone na polski w przypadku potrzeby powrotnego przekładu na angielski zostanie przełożone w sposób wprowadzający w błąd. Przykładowo case może być w zależności od kontekstu przypadkiem, zadaniem, sprawą, sytuacją, scenariuszem, więc kolejna osoba może przetłumaczyć już to słowo jako task, issue, situation itd. Tymczasem w danym środowisku test case i test scenario mogą być dwoma zupełnie odmiennymi terminami.

## Budowa korpomowy

### Frazeologizmy stylistyczne
W korpomowie występują pewne formuły, zbitki wyrazowe, które w różny sposób można łączyć i wbudowywać w konstrukcje zdaniowe. Nie są to klasyczne frazeologizmy, występują tylko w obrębie korpomowy. Można je przyrównać do frazeologizmów stylistycznych, podobnych np. do tych z języka komunistycznej propagandy. Przykładowo: segment klientów detalicznych, optymalizacja struktury kosztów, poprawa dynamiki sprzedaży, dywersyfikacja portfela klientów, budowanie relacji z klientami, identyfikacja czynników ryzyka, zarządzanie łańcuchem wartości.
Można wyróżnić pewne słowa-klucze występujące samodzielnie lub jako składowe tych formuł. Są to m.in.: bilans, budować, generować, gracz, inwestycja, klient, koszty, lider, marka, marże, modernizacja, nakłady, obsługa, optymalny, potencjał, projekt, przepływy, rentowność, rozwiązania, rynek, strategia, wartość, wdrożenie, wsparcie, wynik, wzrost, zasoby, zobowiązania, zysk. Podobieństwo strukturalne i treściowe wypowiedzi w korporowie, stosowanie wspomnianych formuł (szablonów) zostało uwypuklone i wyszydzone w dostępnych w Internecie prześmiewczych „generatorach korpomowy”.

### Język organizacji
W korpomowie występuje dużo słów związanych z organizowaniem. Często używa się słowa organizacja w znaczeniu firma (czy raczej przedsiębiorstwo), będąca jakoby bytem wyższego rzędu niż firma (przedsiębiorstwo), wspólnotą ludzi o takich samych celach i regułach działania. Może ona zawierać w sobie mniejsze organizacje takie jak departamenty lub wydziały – pojęcia nadające powagi, kojarzone ze światem urzędów, sugerujące posiadanie władzy. Uwzniośla także słowo system, np. system oddymiania to coś więcej niż wentylacja.
Często używa się słów zarządzanie i zarządzać (przetłumaczone z ang. management, to manage), nawet w odniesieniu do elementów rzeczywistości, których w sensie dosłownym zarządzać się nie da (zarządzanie stresem, ryzykiem, niepewnością, procesem, zasobami ludzkimi). Używa się także często słowa administrowanie i proces/procesy (np. administrowanie procesem sprzedaży).
Do porządkowania używane są słowa struktura (np. struktura kosztów, organizacji), katalog, portfolio (katalog/portfolio produktów). Standaryzacja ma prowadzić do osiągnięcia pożądanych parametrów.
Niezależnie od branży można w materiale leksykalnym korpomowy wyróżnić pewne toposy. Na ogół pozytywnie ocenia się to, co zintegrowane – połączone, wspólne, jednolite. Mówi się o konsolidacji (kosztów, branży), koncentracji (kapitału), centralizacji, fokusowaniu (na optymalizacji kosztów), kompatybilności, kompleksowości (oferty, usługi), komplementarności. Słowa przeciwne występują często w negatywnym kontekście, np. nieskonsolidowany, dezintegracja.
Często używane są terminy związane z porządkowaniem rzeczywistości, systematyzowaniem. Mówi się w związku z tym o sektorach, niszach, obszarach, kanałach, filarach. Dopasowanie jest oddawane za pomocą przymiotników: zdefiniowany (precyzyjnie zdefiniowany segment), zorientowany (na zaspokajanie potrzeb), wyspecjalizowany. Ze specjalizacją oraz potrzebą dopasowania związane jest pojęcie targetu (w rozszerzonej wersji target group – grupa klientów, do której skierowana jest dana oferta).
Szczególnie często wykorzystywane są słowa związane z dynamiką, ruchem, np. wzrost, rozwój, podnoszenie (standardu), poszerzanie (bazy klientów), wyprzedzanie (konkurencji), zwiększanie dystansu (do konkurencji), zostawanie w tyle, walka o pozycję lidera. Te elementy, które ograniczają możliwość rozwoju, wzrostu, wyprzedzania powinny być ograniczane, obniżane, zmniejszane, minimalizowane, redukowane, skracane.
W korpomowie dobre jest to, co nowe, a zatem także nowoczesne, unowocześnione, zmodernizowane, innowacyjne, świeże. Poza tym panuje swoisty kult mocy, siły. Silny może być gracz na rynku, silna kultura korporacyjna, wzmacnia się siły sprzedaży, moce produkcyjne. Pozytywnie kojarzone są słowa agresywny, dominujący, dominować.

### Nadawanie słowom abstrakcyjnego znaczenia
Pewne słowa są używane często w przenośnym, abstrakcyjnym znaczeniu. Należą do nich kanały (dystrybucji, sprzedaży, komunikacji), sieci (dystrybucji, dostawców), narzędzia (rekrutacyjne, selekcyjne), instrumenty (marketingowe), portfel (inwestycyjny, odbiorców). Metaforycznie są używane przykładowo słowa: półka (półka cenowa), motor (motor wzrostu), dźwignia (dźwignia finansowa). O bytach, których nie można zobaczyć, stosuje się pojęcie produkt (bankowy, inwestycyjny, ubezpieczeniowy), a słowo portfolio kojarzone ze światem sztuki jest wykorzystywane w odniesieniu do spisu nawet bardzo przyziemnych wyrobów (portfolio produktów).
Pewne wyrazy nacechowane aksjologicznie są używane w głównej mierze w ściśle określonych znaczeniach. Przykładowo lojalność to zwykle lojalność klientów, wymierne dobro dla firmy, stąd wyrażenia typu budowanie lojalności. Sentyment to zwykle sentyment inwestorów, sentyment rynkowy – podlegające fluktuacjom nastroje, nastawienie skutkujące odpowiednimi decyzjami związanymi z kupnem lub sprzedażą. Słowo egzekucja w ramach kalki z języka angielskiego jest używane w znaczeniu wykonanie, realizacja, najczęściej strategii czy planów. Przymiotnik agresywny w korpomowie ma zwykle pozytywny wydźwięk, oznacza tyle co zdecydowany, dynamiczny, obliczony na szybki efekt, dążący do przynoszenia jak największych zysków. Słowo doskonałość najczęściej można spotkać w zwrocie doskonałość operacyjna.

### Skrótowce
Skrótowość języka jest często realizowana przez stosowanie angielskich skrótowców.
| skrótowiec angielski | rozwinięcie                          | znaczenie                                             |
| -------------------- | ------------------------------------ | ----------------------------------------------------- |
| ASAP                 | as soon as possible                  | tak szybko, jak to możliwe                            |
| FYI                  | for your information                 | dla/do twojej wiadomości                              |
| TBA                  | to be announced                      | będzie to (wkrótce) ogłoszone                         |
| TBC                  | to be confirmed                      | do potwierdzenia                                      |
| TBD                  | to be defined / decided / determined | do ustalenia, do określenia                           |
| TBU                  | to be updated                        | do zaktualizowania                                    |
| BR, BRGDS            | best regards                         | pozdrowienia                                          |
| DIY                  | do it yourself                       | zrób to sam (też jako: nie zawracaj głowy)            |
| EOD                  | end of day                           | na koniec dnia                                        |
| EOM                  | end of month                         | na koniec miesiąca                                    |
| EOY                  | end of year                          | na koniec roku                                        |
| R&D                  | research and development             | badania i rozwój                                      |
| CRM                  | customer relationship management     | zarządzanie relacjami z klientami                     |
| B2B                  | business to business                 | działalność związana z obsługą przedsiębiorstw        |
| B2C                  | business to consumer                 | działalność związana z obsługą klienta indywidualnego |
| IMO, IMHO            | in my (humble) opinion               | moim (skromnym) zdaniem                               |

Akronimy bywają pisane zarówno dużymi literami, jak i małymi. Wymowa tych angielskich skrótowców jest niekonsekwentna, w pewnych przypadkach jest realizowana w sposób angielski, w innych w sposób polski (np. ASAP), albo na oba sposoby.

## Wartości i wizja świata w korpomowie

### Wartości
Centralnym elementem świata przedstawianego przez język biznesu (a zarazem mieszczącą się w nim korpomowę) jest firma (organizacja) funkcjonująca w otoczeniu rynkowym. Można w jej obrębie wyróżnić struktury (działy, departamenty). Dysponuje ona określonymi zasobami (pracownikami, maszynami, kontaktami). Jej działania są obliczone na sprzedaż klientom (tj. najważniejszemu elementowi rzeczywistości na zewnątrz firmy) produktów lub usług ze swojej oferty, wzmacnianie pozycji rynkowej, maksymalizowanie obrotów i zysków.
Zasady postępowania, wartości są ujęte w szeroko pojętym terminie kultury korporacji. Sprzedaż podporządkowana jest celom, planom, strategii, a czasem także swoistej ideologii nazywanej wartościami firmy, misją, wizją. Wartości te to m.in. wzrost, rozwój, efektywność, skuteczność, zysk, w sposób oczywisty wynikające z natury biznesu. Wyrażane są one zwykle poprzez deklaracje efektywnego zaspokajania potrzeb klientów (typu: misją naszej firmy jest dostarczanie klientom najlepszych technologii, a naczelną wartością – zdobycie i utrzymanie państwa zaufania). Komunikaty wysyłane przez firmę kształtują wizerunek korporacyjny, reputację. Wartości marki często odwołują się natomiast do szerszego spektrum idei, np. zrównoważonego rozwoju czy ekologii.
Wartości w języku korporacji mają wymiar utylitarny, traktowane są instrumentalnie, są stopniowalne – można je zmierzyć, opisać w liczbach, parametrach, kontrolować ich realizację. Obecny jest imperatyw doskonalenia mierzalnego wyniku.
Z drugiej strony istnieją pewne słowa i zwroty świadczące o pewnym ironicznym dystansie do ideologii korporacji, narzucanego sposobu i tempa pracy, np. wpół do fakapa, korposzczur, wyścig szczurów, homo corporaticus.
Język biznesu wiąże się często z racjonalizmem, trzeźwą analizą, ale jednocześnie taki sposób wyrażania rzeczywistości może pomijać w ocenie sferę zachowań emocjonalnych lub irracjonalnych człowieka. Przejawia się także szczególna skłonność do kontroli, algorytmizacji – controlling, zarządzanie każdym aspektem rzeczywistości, ujmowanie jej w kategoriach procedur, procesów (jako sekwencji czynności), projektów (podzielonych na etapy), raportowania.
Można w tej odmianie języka dostrzec pewne cechy:
- nowomowy – nakłanianie do zakupu, przyjęcia określonej wizji świata, rozmyta granica między prawdą a fałszem
- języka urzędowego (stylu kancelaryjnego) – posługiwanie się formułami, tendencja do bezosobowego opisu spraw dotyczących ludzi, nawiązywanie do procedur
- języka religii – uzurpowanie sobie prawa do definiowania wartości przez pryzmat własnego sposobu myślenia, zawłaszczanie słów, ujmowanie swojej działalności jako misji[46].

### Dehumanizacja i antropomorfizacja
Człowiek w korpomowie jest zdehumanizowany, zazwyczaj zredukowany do zbiorowości, masy pozbawionej cech osobowych, i rozpatrywany w kategoriach użyteczności dla firmy („organizacji”). Stąd ludzie związani z korporacją są określani jako zasoby, załoga, siła robocza, siła wytwórcza, zatrudnienie (trzeba zredukować zatrudnienie), stanowisko (trzeba zredukować dziesięć stanowisk), kompetencje (transfer kompetencji w miejsca, gdzie są one poszukiwane). Nierzadko są traktowani jak w pełni wymienialne „trybiki machiny”.
Bywa, że użytkownicy korpomowy w przypadku nadmiernego zorientowania na pragmatyzm i zysk naruszają niepisane zasady etyczne, rażąco redukując w wypowiedziach ludzi do masy towarowej, przedmiotu oddziaływania bądź zagospodarowania. Zdarza się to jednak stosunkowo rzadko. Mimo to, przyjmując hipotezę Sapira-Whorfa można stwierdzić, że korpomowa sugeruje taki sposób myślenia i mówienia, w którym człowiek nie jest w centrum uwagi. Potencjalnie może więc dehumanizować jednostki ludzkie.
Jednym z najważniejszych pojęć jest klient – może być kluczowy, indywidualny, liczyć się ma zadowolenie, potrzeby, satysfakcja klienta, a firma może być zorientowana na klienta. Ten klient, mimo że często gramatycznie w liczbie pojedynczej, jest jednostką zbiorową, masą ludzką. Relacja z klientem jest często odczłowieczona, sformalizowana i zrytualizowana (klient nasz pan).
Z kolei marka, firma, a częściowo także produkt jest często antropomorfizowany. Marka może mieć osobowość, charakter, DNA, a produkt może mieć cykl życia. Same firmy można charakteryzować przez wyznawane wartości (corporate values, core values), co ma tworzyć jej unikalną tożsamość, a nawet kod genetyczny. Te wartości wpisane w kod genetyczny mają decydować o zachowaniu, wewnętrznych uwarunkowaniach i wizerunku firmy (organizacji). Odwołania do nich można znaleźć w tzw. misji firmy i jej wizji. Deklarowane wartości są jednak traktowane instrumentalnie, służą do realizacji celów, jakimi są wzrost efektywności firmy, sukces.

## Wpływ korpomowy na język codzienny
Z jednej strony wydaje się, że wpływ korpomowy na polszczyznę jest ograniczony. Użytkownicy polszczyzny korporacyjnej, kiedy znajdują się w okolicznościach pozakorporacyjnych, najczęściej używają języka potocznego pozbawionego naleciałości korpomowy, nawet w rozmowach między sobą. Korpomowa jest językiem wewnętrznym korporacji, o określonej funkcji, stosowanym w określonych sytuacjach. Z drugiej strony głównie za pośrednictwem Internetu i mediów społecznościowych pojawia się ona w kulturze masowej, a przez to w świadomości społecznej. Tymi drogami nieznane wcześniej elementy tego języka są rejestrowane i udostępniane szerokiej rzeszy odbiorców.
W Internecie istnieje wiele materiałów adresowanych dla masowego odbiorcy, tworzonych przez pracowników korporacji, które stanowią satyrę życia korporacyjnego i panującej tam mowy. Celowo przejaskrawiają oni korpomowę, używają zapożyczeń angielskich w przerysowany sposób. Stanowi to element popkultury korporacyjnej. Humorystyczny charakter tych tekstów świadczy o dystansie tych pracowników wobec tej mowy.
W badaniu ankietowym z 2015 ustalono, że niemal wszyscy pracownicy korporacji posługują się korpomową, adaptując elementy angielszczyzny w sposób dowolny i nieustrukturyzowany, i niemal wszystkim przepytanym użytkownikom korpomowy zdarzyło się używać charakterystycznych elementów tej mowy także w życiu codziennym.

## Przykład korpomowy
W korpo czelendżuje się kejsy. Czas płynie od brifu do dedlajnu. Jeśli nie fokusujesz się na ekszyn pointach, możesz doprowadzić do fakapu. Jak masz nadmiar pressingów, rozwiązaniem jest krancztajm. Ekaunt nie może czekać i pewne rzeczy trzeba robić na ASAP. Kiedy jednak robisz dużo owertajmów, zaburzyć ci się może work-life balance.
Uważaj, żeby nie skilować kejsów, bo iszju będzie zeskalowany do menedżerki i będziesz wyałtowany z korpo. W najlepszym wypadku zostaniesz odpowiednio skołczowany na fakap mitingu.
Kiedy bierzesz dej of, powinieneś mimo wszystko być na stendbaju, pamiętać o esajmentach i być pod fonem, bo w każdej chwili możesz mieć kola. Pi em liczy na twój maksymalny commitment. Bywa, że trzeba zainwestygować jakiś problem asapem, i że wyskoczy jakiś urgent kejs. Wtedy team leader pushuje cały team. Dlatego jeśli czilałtujesz przed dedlajnem, możesz mieć regret.
Tłumaczenie: W korporacji stawia się czoła zadaniom (projektom). Czas płynie od wprowadzenia do projektu do terminu jego oddania. Jeśli nie skupiasz się na zadaniach do wykonania, to możesz doprowadzić do niedotrzymania terminu. W obliczu wielu ponaglających wiadomości rozwiązaniem jest praca w godzinach nadliczbowych. Klient nie może czekać i pewne rzeczy trzeba robić bezzwłocznie. Kiedy jednak robisz dużo nadgodzin, zaburzyć ci się może równowaga między życiem zawodowym a osobistym.
Uważaj, żeby nie zawalić zadań, bo problem zostanie przekazany wyżej do przełożonego, tj. kierowniczki, i zostaniesz zwolniony z korporacji. W najlepszym wypadku zostaniesz odpowiednio zmobilizowany na spotkaniu dotyczącym niedotrzymania terminu oddania projektu.
Kiedy bierzesz dzień wolny, powinieneś mimo wszystko być w gotowości do pracy, pamiętać o wyznaczonych zadaniach i być pod telefonem, bo w każdej chwili może zajść konieczność odbycia służbowej rozmowy telefonicznej. Kierownik projektu liczy na twoje całkowite zaangażowanie. Bywa, że trzeba zbadać jakiś problem najszybciej jak to tylko możliwe, i że pojawi się pilne zadanie. Wtedy kierownik zespołu wywiera presję na cały zespół. Dlatego jeśli odprężasz się przed ukończeniem zadania, możesz tego żałować.